# Carragenano

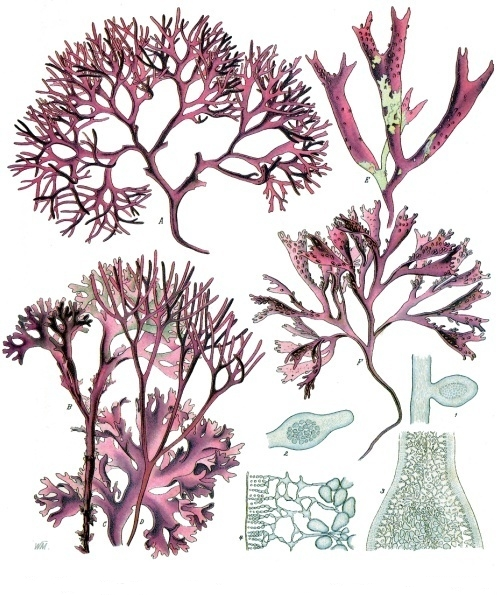
Las algas rojas, especialmente las del género Chondrus, son fuentes naturales de Carragenanos.

El carragenano  (también llamada carragenina o más propiamente los carragenanos, dado que es una mezcla de varios polisacáridos formados por derivados de la galactosa) es un compuesto químico que se encuentra rellenando los huecos en la estructura de celulosa de las paredes celulares de algunas algas de varias familias de Rhodophyceae (algas rojas). Chondrus crispus, el alga tradicional productora de carragenano, conocida como "musgo irlandés", es de pequeño tamaño, y vive en aguas frías, estando distribuida en las costas del Atlántico Norte. Estas algas se han utilizado de forma tradicional en Irlanda desde hace al menos 600 años para fabricar postres lácteos, simplemente haciéndolas hervir en leche para que se liberen los carragenanos.
En el siglo XVIII, los irlandeses emigrados a EE. UU. encontraron algas semejantes que también podían utilizarse para las mismas aplicaciones. El nombre de carragenano procede supuestamente del lugar de Carrageen (Carragheen o Carrigeen), en el condado de Waterford, en Irlanda. Sin embargo, probablemente el nombre del lugar proceda a su vez de una expresión gaélica antigua para designar el alga, "cosáinín carraige". El nombre de "furcelerano" se utilizó antiguamente para el carragenano obtenido de Furcellaria, pero actualmente está en desuso, al ser el mismo producto. 
El carragenano se obtuvo por primera vez en forma pura en 1844, mediante extracción en medio alcalino y precipitación con alcohol, sistema que, entre otros, aún se utiliza. En la década de 1930 comenzó su producción industrial en Estados Unidos, que se expandió durante la Segunda Guerra Mundial, al no disponer de suministro de agar de Japón. En la Unión Europea le corresponde el código de aditivo alimentario E-407.

## Tipos
Existen tres tipos importantes de carragenano, designados cada uno de ellos mediante una letra griega, k , kappa, l , lambda, e i , iota 
Chondrus crispus produce un carragenano que es mezcla de los carragenanos kappa y iota. También se obtienen carragenanos por recolección del alga Furcellaria fastigiata en las costas europeas del Atlántico Norte, de Phyllophora nervosa en el mar Negro, de algas del género Hypnea en las costas de Brasil, y de Gigartina en Argentina y Perú. 
Estas algas son de gran tamaño. Desde la década de 1980, una parte muy importante de la producción mundial de carragenano se obtiene mediante cultivos de algas de las especies Kappaphycus alvarezii y Eucheuma denticulatum en las zonas costeras de Filipinas e Indonesia. Estas algas se cosechan cada tres meses. 
El alga Euchema spinosum produce un carragenano en el que predomina el iota carragenano, lo mismo que E. isiforme y E. uncinatum. Las algas Euchema cottonii, E. striatum, E. procrusteanum, E. procrusteanum y E. speciosum producen un carragenano en el que predomina el kappa carragenano.

## Estructura
Los carragenanos están formados por unidades de galactosa o de anhidrogalactosa, sulfatadas o no, unidas por enlaces alternos a(1-3) y b(1-4).El peso molecular es normalmente de 300.000 a 400.000 daltons (Da). La longitud de la cadena es importante, ya que por debajo de 100.000 Da de peso molecular, el carragenano no es útil como gelificante. Dependiendo del grado de sulfatación, de las posiciones de los grupos sulfato y de la presencia de grupos de anhidrogalactosa se distinguen varios tipos de carragenano, con propiedades como hidrocoloides claramente distintas. A mayor proporción de grupos sulfato, la solubilidad es mayor, y a mayor proporción de grupos de anhidrogalactosa la solubilidad es menor. Aunque existen alrededor de una docena de tipos, los más importantes son los carragenanos k, i y l. El carragenano k está formado por unidades alternas de galactosa con un grupo sulfato en el carbono 4 y unidades de anhidrogalactosa sin sulfatar. El carragenano i está formado por unidades alternas de galactosa con un grupo sulfato en el carbono 4 y de anhidrogalactosa con un grupo sulfato en el carbono 2. 
El carragenano l está formado por unidades alternas de galactosa con un grupo sulfato en el carbono 2 y de anhidrogalactosa con dos grupos sulfato, uno en el carbono 2 y otro en el carbono 6.
Tanto el k -carragenano como el i - carragenano son capaces de formar geles. A temperaturas elevadas, las cadenas se encuentran desenrolladas y dispuestas al azar. Al bajar la temperatura, las cadenas de polisacárido se asocian por puentes de hidrógeno formando hélices dobles, quedando hacia el exterior los grupos sulfato y los puentes de la anhidrogalactosa. Estas interacciones no suelen ser suficientes para formar un gel, ya que las cargas de los grupos sulfato hace que las hélices se repelan. Dependiendo de la presencia de iones que neutralicen los sulfatos, y del tipo de carragenano, las hélices pueden agruparse entre ellas una vez formadas, produciéndose entonces primero la formación del gel, en el que las zonas desorganizadas son las que retienen la mayoría del agua, y finalmente la compactación del gel y la sinéresis.

## Propiedades
Los carragenanos son solubles en agua caliente, a temperaturas del orden de 80 °C, y se mantienen en disolución al enfriar, si se encuentran en forma de sal sódica. Los geles de carragenano son reversibles térmicamente. A pH neutro, el calentamiento prácticamente no le afecta, aunque las cadenas se rompen por hidrólisis cuando se calienta en medio ácido, especialmente por debajo de pH 3,5. 
Las propiedades reológicas, y especialmente la capacidad de formación de geles, varía mucho dependiendo del tipo de carragenano. El l -carragenano, el que tienen mayor contenido de sulfato y consecuentemente mayor carga negativa, no es capaz de formar geles por sí mismo. Forma disoluciones pseudoplásticas, con un comportamiento no newtoniano en cuanto a la viscosidad. La viscosidad depende del tipo concreto, pero se ve relativamente poco influida por la presencia de sales. El k -carragenano, por el contrario, forma geles rígidos y quebradizos, semejantes a los del agar, en presencia de iones potasio. Son más opacos que los de agar, pero la transparencia aumenta en presencia de azúcar. Estos geles son muy propensos a la sinéresis, tanto más cuanto mayor sea la concentración de potasio, y no resisten la congelación / descongelación, siendo la sinéresis aún mayor en presencia de iones calcio. Las propiedades de estos geles mejoran mucho si se forman en presencia de goma de algarroba, al asociarse las hélices del k -carragenano con las regiones no ramificadas de la goma de algarroba. También actúa de la misma forma la goma konjac, pero no otras. El k -carragenano se utiliza en concentraciones entre el 0,02 % y el 2%. El i -carragenano forma geles en presencia de iones calcio, geles que son elásticos, sin tendencia a la sinéresis y que resisten la congelación. Este tipo de carragenano mejora las propiedades de los geles de almidón, evitando la sinéresis y obtener geles mucho más resistentes. También permite obtener de esta forma "salsa bechamel" que se solidifica en frío y que puede cortarse fácilmente en piezas del tamaño y forma adecuados, y que se funde al calentar. La carragenina inhibe la tasa de recristalización, un parámetro que influye en la producción de helados de alta calidad y en la conservación de una textura óptima.

## Controversia
A mediados de los años 1960, se desarrolló un producto para uso farmacéutico, llamando poligenano, obtenido a partir de la hidrólisis del carragenano, en el que las cadenas de polisacárido tenían un peso molecular de alrededor de 20.000 Da, en lugar de las 100.000 Da como mínimo (generalmente mucho más) que tienen el carragenano sin degradar. Una investigación de la época se indicó que el poligenano era capaz de producir colitis ulcerativa en cobayas, y que también la producía el propio carragenano. Estudios posteriores confirmaron, sin embargo, la seguridad de uso del carraganeno en alimentación, con la precaución de que no estuviera degradado, es decir, que el peso molecular promedio fuera superior a 100.000 Da. En Europa se fijó además una IDA de 75mg/kg de peso corporal y día.
En la Unión Europea no está admitido como un aditivo en las comidas para bebés de menos de tres meses y medio desde 1992. En las conclusiones de la comisión que lo estudió se afirma que, sin haber evidencia directa de daño, son necesarios más estudios debido a la especial protección a este grupo, ya que no se puede excluir, de forma indiscutible, que el carragenano pueda causar algún efecto sobre el sistema inmune de los niños. El Comité Científico para la Comida, de la Unión Europea, en 2003, reafirma las conclusiones, debido a la falta de estudios suficientes, admitiendo su uso en adultos y niños a partir de las 16 semanas de edad.
El punto álgido de la polémica sobre este tema surge en 2001, tras la revisión hecha por la doctora Joanne K. Tobacman sobre la literatura científica relacionada con la salubridad del carragenano, a partir de la cual concluye que, tanto en la forma degradada como no degradada, el carragenano se asocia con la aparición de ulceraciones y masas de tejido anormales (neoplasmas). Sin embargo, esta conclusión se basa en errores de interpretación de algunos experimentos, confundiendo el carragenano con el poligenano, y en considerar válidos tres experimentos sobre carcinogenicidad realizados en condiciones experimentales carentes de fiabilidad. En el informe sobre la seguridad del carragenano publicado por la Autoridad Europea de Seguridad Alimentaria (EFSA) en 2018 se considera que no hay razones para considerar a los carragenanos como un riesgo de cáncer, aunque señala algunas dudas sobre la seguridad al no disponerse de suficientes datos sobre la posible degradación del carragenano en medios ácidos y sobrepasarse con facilidad la ADI de 75mg/kg y día